# Laurent Maurel
Pour les articles homonymes, voir Maurel.
Laurent Maurel est un acteur, dramaturge et metteur en scène français, né le 5 mai 1972.

## Biographie
Originaire de La Réunion, et après avoir vécu au Maroc, à Tahiti, à Djibouti, il arrive dans l'Hexagone à 18 ans et y intègre l'École d'art dramatique de La Criée au théâtre national de Marseille, puis l'ENSATT (rue Blanche Paris) et l'université du Middlesex (Middlesex University BA Acting) à Londres. Il joue depuis dans de nombreux spectacles et tourne pour le cinéma ou la télévision. Parallèlement à sa carrière d'acteur, après une formation à la FEMIS, il écrit, met en scène et produit pour le théâtre, la télévision ou le cinéma. Il parle couramment anglais, espagnol, créole réunionnais et a des bases d'arabe.

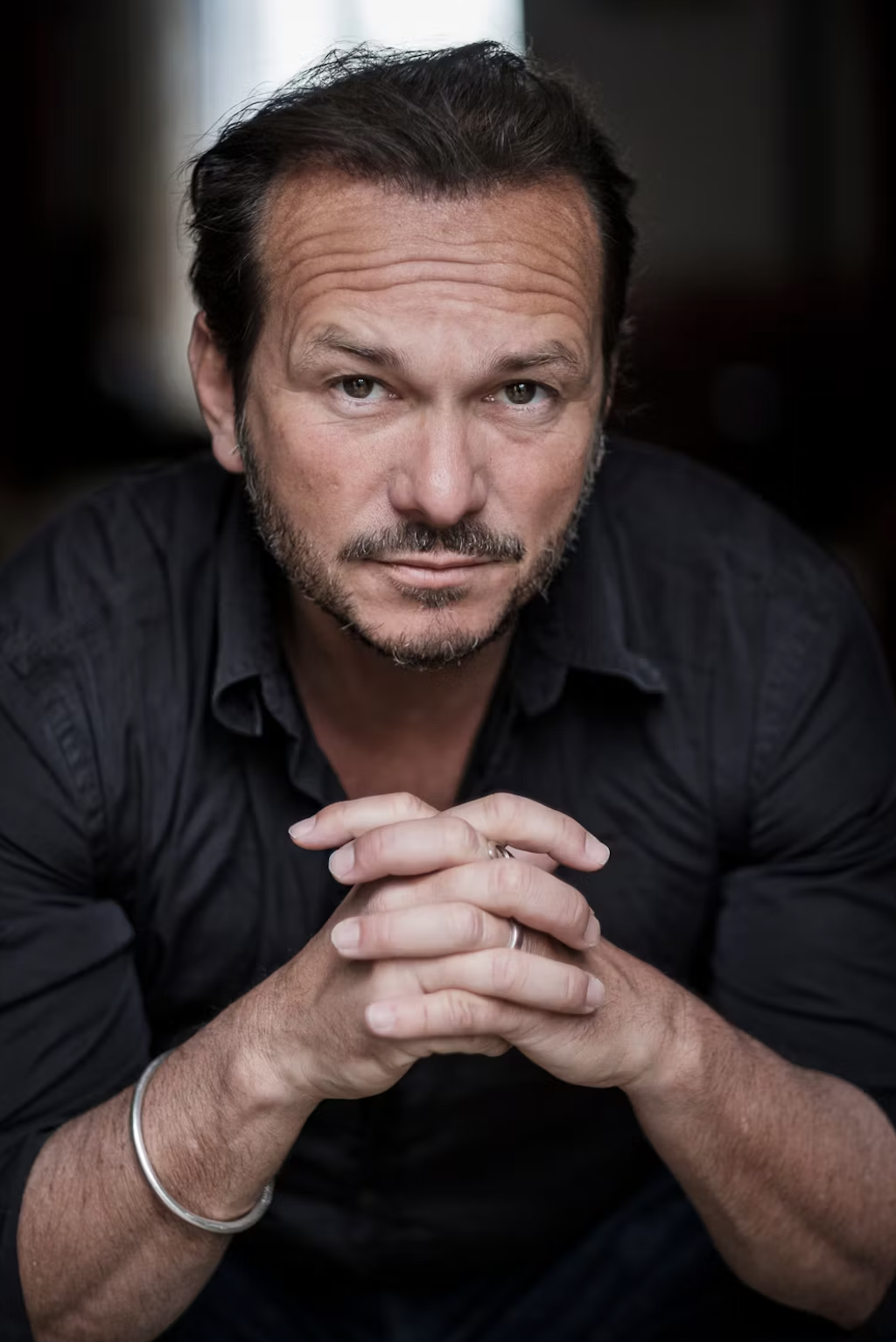

À l’écran, il fait partie des castings anglosaxons de FBI: International de Dick Wolf sur CBS et Doctor Who (saison 10), Guerre et Paix par Tom Harper, Bab’s pour la BBC, Her deadly night in Paris de Lane Shefter Beshop sur Lifetime USA et incarne le flic dingo de la série canadienne Backpackers.
Au cinéma à l'affiche de Lucky Strike de Rod Lurie aux coté de Scott Eastwood et Colin Hanks, et de Number one Longing, number two regret de Neil Wassell primé en Thaïlande. Il tient l’un des rôles principaux du film très primé et représentant l’Algérie aux Oscars 2017 Le Puits de Lotfi Bouchouchi.
Il est présent dans plusieurs longs-métrages français de Christophe Barratier, Cédric Jimenez (Novembre), de Jean-Pierre Améris, Lucien Jean-Baptiste, Bernard Jeanjean ou C. Boisliveau.
Il remporte en 2021 le prix d'interprétation à Cannes au SRFA et au Festival international SMR13 pour De Brume et de Sang (Mist and Blood), de Roland Collin, et est nommé pour le prix du Meilleur Acteur à New York et à Rome. 
Il est de tous les courts-métrages de Foued Mansour primés en festivals et nommés aux Césars, comme Le Chant d'Ahmed, ou La Dernière Caravane qui lui vaut d’être nommé Jeune Espoir au Festival Jean-Carmet de Moulins. Il est un habitué des films de Éric Cayron dont Netsef pour lequel il gagne le prix d'interprétation en Turquie et
Corrida qui lui vaut d’être nommé au Festival de Marbella.
Il fait partie des séries Ourika (série télévisée)  sur Amazon Prime, Lupin sur Netflix, Tandem sur France 3, Demain nous appartient (rôle de Corkas), Section de recherches (série télévisée), ou La Vengeance aux yeux clairs sur Tf1, Dames de… d’Alexis Lecaye sur France 2, Scènes  de ménages, ou avec le Comité de la Claque dans Personne ne bouge sur Arte. Il a tourné dans de nombreux téléfilms dans les univers très différents de Nicolas Guicheteau, Abel Ferry, David Ferrier, Arnaud Sélignac, Laurent Heynemann, Étienne Dahesne ou Luc Moullet.
Sur Netflix, on l'aperçoit dans Sans répit de Régis Blondeau.
Au théâtre, il incarne Henry Miller dans Anaïs Nin de Wendy Beckett au théâtre de l'Athénée Louis-Jouvet en 2019, Kublaï Khan dans Marco Polo et l’Hirondelle du Khan d’Éric Bouvron, Cyrano  dans Coups de théâtre de Sébastien Azzopardi qu’il retrouvait après avoir joué Octave dans Les Caprices de Marianne, Fred Je suis pas mort et le punk dans Spamalot des Monty Python par PEF ; il est le Lord Henry du Portrait de Dorian Gray (version musicale) de Thomas Le Douarec, dans Les Inséparables de Léna Bréban, dans Venise sous la neige de Gilles Dyrek, ou J’me sens pas belle de Bernard Jeanjean ; il est Ralph (prix collectif d’interprétation du Souffleur) dans Sa Majesté des Mouches de Ned Grujic qu’il retrouvait après les comédies musicales Gulliver et fils et Robin des Bois, et il est Ruy Blas pour Henri Lazarini. Il alterne textes contemporains et classiques, comédies, textes engagés et comédies musicales, sous la direction de Jorge Lavelli, Adel Hakim, Marcel Maréchal, Laurent Fréchuret, Justine Heynemann, Stéphanie Tesson, Anne Bourgeois… À La Réunion, il a travaillé pour le Centre dramatique de l’Océan Indien et dans ses propres mises en scènes.
En doublage il est notamment l’une des voix de Michael Fassbender, de James Franco, de Mark Ruffalo  ou Dan Fogler (Les animaux fantastiques), de Stephen Graham et de Michael Dorman, de Gargamel dans Les Schtroumpfs et le Village perdu, de Ballerina ou de Wisnton Deavor dans Les Indestructibles 2…
Au cinéma, après une formation à la FEMIS, au Moulin d’Andé CECI, et à l’INA, il a réalisé plusieurs courts métrages et un documentaire.
Il a mis en scène plusieurs spectacles en France et à l’étranger comme récemment Le Maître d’armes au Studio Hébertot ou Allah n’est pas obligé d’Ahmadou Kourouma dans le Monde entier, Sex Traffic Circus, 7è Kafana, Ailleurs toute ! de JY Picq en Nouvelle-Calédonie, Paillassons (Chine, Théâtre de la Tempête), les solos Dans la vie de mon chien ou Gongen, cirque et rue. Il conçoit également des spectacles évènementiels pour de grandes marques. Entre la Réunion et Paris, en créole et français, il a créé Somin la mèr (CDOI) et pour sa Cie L'Antre-Deux, Ti boulout’, Kabark’a et de nombreuses lectures musicales…
Auteur de théâtre, il a reçu plusieurs prix et soutiens (Prix de Guérande, CNL, Ministère de la Culture, Fondation Beaumarchais…) et a notamment écrit Le Maître d'Armes qu'il met en scène au Studio Hebertot, Bwa Marron (éd. L'Avant-Scène in Fantaisies botaniques), Dange (éd. L’Harmattan), Saigne-Terre (éd. du Laquet), Paillassons (Alna éd. et P.E.F éditions), Horrifice : 3 plaisanteries (Théâtre de la Tempête, CDN Franche-Comté), Cabine d’essayage (Artistics Athévains), Gongen, Ze one Poupette show (pour Bertille), Les Apeurés (P.E.F éditions), des textes courts pour les spectacles déambulatoires Lygéro, et un roman, Histoire(s) de Martin. Il a adapté pour la scène Allah n’est pas obligé et Le 7e kafana. En créole et en français sont parus aux éditions K’a Ti Boulout’ et Kabark’a, et la version bilingue de Somin la Mèr de D. Ibao.
Il écrit également pour la télévision, récemment pour la série Vestiaires sur France 2, ou pour Les Gnoufs (dessin animé créé par Bertrand Santini, France 3, Disney Channel) et Cocktail de filles (TF1). Pour le cinéma, il écrit les longs-métrages Nomad (Maroc) et Pierrot x (FEMIS) et a signé plusieurs courts-métrages.

## Théâtre
- Anaïs Nin, une vie par Wendy Beckett théâtre de l'Athénée Louis Jouvet, rôle Henry Miller ;
- Marco Polo et l'Hirondelle du Khan par Éric Bouvron ;
- Les Inséparables par Léna Bréban ;
- Coup de théâtre(s) par Sébastien Azzopardi ;
- Spamalot de Eric Idle par Pierre-François Martin-Laval ;
- Le Portrait de Dorian Gray de Oscar Wilde par Thomas Le Douarec ;
- Paradise de & par Lolita Monga ;
- Avant que tu ne partes, de JJ Farges par Thierry Lavat ;
- Les Caprices de Marianne, de Musset par Sébastien Azzopardi ;
- J’me sens pas belle, B. Jeanjean & M.Fontaine par Jade Duviquet ;
- Sa Majesté des mouches, de William Golding par Ned Grujic (Prix Meilleur acteur Souffleur 2010) ;
- Venise sous la neige, de Gilles Dyrek par Gilles Maro ;
- Horrifice 3 plaisanteries, de Jacques Livchine & Laurent Maurel par Marjorie Heinrich ;
- Fantaisies, de Florian Zeller, Sylvain Tesson, Christian Caro… par Sylvain Tesson ;
- Le Silence, de Nathalie Sarraute par Tatiana Werner ;
- La chanson de septembre, de Serge Kribus par Anne Coutureau ;
- Ruy Blas, de Victor Hugo par  Henri Lazarini ;
- La Paix, de Aristophane par Stéphanie Tesson ;
- Les Bacchantes, d'Euripide par la Compagnie « tour de Babel » ;
- Le Misanthrope ou l'Atrabilaire amoureux, de Molière par Justine Heynemann ;
- Rouge noir & ignorant, de Edward Bond par Laurent Fréchuret ;
- Les Nuits fauves, de Cyril Collard par Lawrence Faudot ;
- Le Poème à la durée, de Peter Handke par Pierre Lamandé ;
- L'Odyssée, d'Homère par François Joxe ;
- Six personnages en quête d'auteur, de Luigi Pirandello par Jorge Lavelli ;
- Ce soir on improvise, de Luigi Pirandello par Adel Hakim ;
- Paillassons, de & par Laurent Maurel ;
- Vêtir ceux qui sont nus, de Luigi Pirandello par Claudia Stavisky ;
- Time Rocker, de Lou Reed par Bob Wilson ;
- La Nuit des rois, de Shakespeare par Nada Strancar ;
- Seven Stories (en anglais à Londres) par Kate Hutchinson ;
- Falstafe, de Valère Novarina par Marcel Maréchal ;
- L'Arbre de mai de F. Fayt par Marcel Maréchal ;
- Les Sincères, la Méprise, L'Épreuve, de Marivaux par J.P. Rafaelli ;
- Ce soir on improvise, de Luigi Pirandello à Djibouti par L. Conversa.

### Mise en scène
- Le Maître d'Armes, au Studio Hébertot.
- Les Apeurés Mis en scène avec Marc Ernotte à la MPA Paris
- Sex Traffic Circus, d'après le 7ème kafana Lavoir Moderne Parisien.
- Allah n'est pas obligé (adapté du roman d'A.Kourouma) Lucernaire, Lavoir Moderne Parisien, Tournée France et Monde.
- Ailleurs Toute! (de Jean Yves Picq) Tournée Nouvelle-Calédonie, Martinique et Avignon.
- Somin la Mer (de Didier Ibao) Création au Centre Dramatique Réunion et Tournée Dom Tom.
- Gongen Spectacle de rue, Sarlat.
- Dans la vie de mon chien One-dog-show, Paris & tournée France.
- Paillassons création au Théâtre de La Tempête Paris.
- Ti Boulout' (en créole & en français) Tournée à La Réunion et ARCC Paris.
- Paillassons Mis en scène avec Natacha Diet au Cirque Romanès, tournée France et Asie.
- Kabark'a (en créole & en français) Tournée à La Réunion, ARCC & Cité Internationale Paris.
- Pyed'Bwa CNR Réunion / ENSATT, lectures TOMA Avignon.

## Filmographie

### Cinéma

#### Longs métrages
- 1994 : Le Moulin de Daudet de Samy Pavel[2] ;
- 2004 : Number One, Longing, Number Two, Regret de Neil Wassell : Illya (en anglais, prix du Film Policier Thaïlande 2009) ;
- 2011 : Une folle envie de Bernard Jeanjean : le vendeur de voitures ;
- 2012 : 30° Couleur de Lucien Jean-Baptiste et Philippe Larue : serveur ;
- 2014 : Le Film de Léa de Christian Boisliveau : Bono ;
- 2015 : Patries de Cheyenne Carron : l'assureur ;
- 2016 : Le Puits de Lotfi Bouchouchi : capitaine Encinas (rôle principal), 11 prix internationaux, représente l'Algérie aux Oscars 2017 ;
- 2019 : Profession du père de Jean-Pierre Améris : Vaujour ;
- 2022 : Novembre de Cédric Jimenez.
- 2022 : Sans répit de Régis Blondeau : commissaire Libanski
- 2023 : Comme par magie de Christophe Barratier : Aldo
- 2023 : Pacific fear de Jacques Kluger : Sam

#### Courts métrages
- 2000 : Le Père Noël est mort de Pascal Bonnelle ;
- 2002 : Le Peloton de D. Morlet ;
- 2002 : Comédie classique de Négar Djavadi ;
- 2003 : Lô de Nicolas Lévy-Beff et Laurent Maurel ;
- 2009 : La Raison de l'autre de Foued Mansour (nommé aux Césars 2010) : l'homme au casque, Nombreux prix ;
- Deux temps trois mouvements de M. Conan ;
- Parfums de France de  J.C. Lunion et V. De Carvalho ;
- 2010 : Chasse à l'homme de Stéphane Olijnyk : Hunters ;
- 2011 : Origines d'Éric Cayron ;
- 2011 : Un homme debout de Foued Mansour, nombreux prix ;
- 2011 : Kou’D Kongn de Alain Cadivel et Christophe Divet ;
- 2012 : La Dernière Caravane de Foued Mansour, nomination Meilleur Jeune espoir au Festival Moulins 2012, Nombreux prix Internationaux ;
- 2013 : Bonjour les hirondelles d'Éric Cayron ;
- 2014 : Pas loin de Guillaume Moreels ;
- 2015 : Murmures de Sarah Heitz de Chabaneix, prix Grand Jury au Skyway Film Festival, Florida, USA 2015 ;
- 2016 : Corrida d'Éric Cayron (Nomination meilleur acteur au Festival de Marbella) ;
- 2019 : Le Chant d'Ahmed de Foued Mansour (Nombreux prix internationaux, nommé aux Césars 2020) ;
- 2020 : Pompidou de Vladimir Sillam (Sélection officielle Festival d'Humour de Meudon 2021) ;
- 2020 : Multidates de Guillaume Moreels (Best Comedy Award FIFF Londres 2020) ;
- 2021 : Faux départ de Éric Cayron ;
- 2021 : Mist and Blood (De brume et de sang) titre anglais : Mist and Blood de Roland Collin (Nommé pour le Meilleur acteur à New York au Oniros Film Awards Festival et à Rome au Prisma Film Awards, PRIX du MEILLEUR FILM au Cult Critic Movie Awards en Inde, au Mont Blanc International Movie Festival en Suisse, au Eastern Venice Cinefest aux États-Unis, au Brandenburg International Film Festival en Allemagne (et Meilleur scénario), au Brooklin International Cinefest aux États-Unis (et Meilleur réalisateur), au Big Ben International Film Festival en Angleterre, au Twilight Tokyo Film Festival au Japon (et Meilleur Réalisateur), au La Dolce Vita Cine Roma en Italie, au Budapest Film Awards (Meilleur Réalisateur) en Hongrie, et pour finir en beauté au New York True Venture Film Festival aux États-Unis)
- Seconde division (court-métrage) réalisé par Laurent Maurel & E.Dayan.
- Dann Lo Lao (court-métrage).
- Lô (court-métrage) réalisé par Laurent Maurel & Nicolas Lévy-Beff.
- 2022 : Netsef d'Éric Cayron : Best Actor Award en Turquie au Golden Wheat Awards, Prix spécial du Jury.
- 2023 : Tirée par les cheveux de Magali Miniac ; Prix HLM sur cour(t), Prix France TV Maison du film
- 2023 : Toutes les nuits de Latifa Saïd ; FIFOG D'OR au Festival International du Film Oriental de Genève, PRIX de la Meilleure Réalisation en Algérie au festival "The Digital Gate Int. Film Fest.", et au "Thess Int. Film Fest." en Grèce, PRIX du Meilleur court-métrage au "CineFest Miskolc Int. Film Fest." en Hongrie, ainsi qu'à "The Int. Film and Human Rights Fest." of Valencia, Humans Fest" en Espagne, 2 PRIX au "Avanca Film Fest. 2022" au Portugal...

### Télévision
- 1993 : Parpaillon de Luc Moullet ;
- 1999 : Véga série télévisée), épisode Julien, de Laurent Heynemann : Pierre ;
- 1999 : Véga (série télévisée), épisode Anouchka, de Laurent Heynemann : Pierre ;
- 2000 : PJ, Fausses coupures de Benoît d'Aubert ;
- 2000 : Aix mélodie, Fuego de Vincent Sacripanti ;
- 2002 : Le Train de Pierre Leix-Cote ;
- 2005 : PJ, épisode Parents de C. Barbier : Stéphane Martin ;
- 2006 : L'Affaire Pierre Chanal de Patrick Poubel ;
- 2006 :Histoires extraordinaires de A. Bernard ;
- 2006 : Femmes de loi, épisode Promotion mortelle d'Étienne Dahene : Joubert ;
- 2006 : La Chasse à l'homme (Mesrine) d'Arnaud Sélignac ;
- 2007 : Mafiosa, le clan de Louis Choquette : capitaine de gendarmerie ;
- Équipe médicale d'urgence, épisode Interventions, d'Étienne Dhaene ;
- 2007 : Un flic de Frédéric Tellier : Brigadier chef ;
- 2008 : Adresse inconnue de A. Olivares : Michaël Belin ;
- 2009 : R.I.S Police scientifique, épisode Parade Mortelle, de F. Guerin : Badaud 1 ;
- 2010 : Boulevard du palais, épisode Au cœur du piège, de T. Petit : avocat Civray ;
- 2010 : Les Méchantes de Philippe Monnier : spectateur Horace ;
- 2010 : Vieilles canailles d'Arnaud Sélignac : Michel ;
- 2012 : Speed life in Ça va s'Cauet , par Le Comité de la Claque ;
- 2012 : Dame de carreau d'Alexis Lecaye : Paul Vigan ;
- 2014 : Backpackers de Josh Levy : Crazy French Cop ;
- 2014 : Le Ciné du Comité de Vladimir Yordonov : plusieurs personnages ;
- 2014 : Dame de cendres de Patrice Martineau : Paul Vigan ;
- 2014 : Cherif de Vincent Giovanni : Polverini ;
- 2016 : Réglo Réglo de Christian Boisliveau : Réglo ;
- 2016 : La Vengeance aux yeux clairs de David Morley : Adrien Lartigue ;
- 2016 : War & Peace Tom Harper : vicomte français (épisode 1) ;
- 2017 : Bab's BBC de Dominic Leclerc : Mr Vincent ;
- 2017 : La Vengeance aux yeux clairs, Saison 2 de Nicolas Guicheteau : Adrien Lartigue ;
- 2017 : Doctor Who, BBC, saison 10 épisode 6 : Extremis de Daniel Nettheim : Nicolas ;
- 2018 : Alexandra Ehle, série créée par Elsa Marpeau : Joël Baupin ;
- 2018 : Scènes de ménages , épisode réalisé par Karim Adda : Romaric ;
- 2019 : Demain nous appartient : Michael Corkas ;
- 2019 : Les ombres de Lisieux de Nicolas Guicheteau : Vincent Dubreuil ;
- 2019 : Candice Renoir de David Ferrier : Hugo Alliet ;
- 2021 : Lupin de Louis Leterrier : Collègue Guerida ;
- 2021 : Le Saut du diable de Abel Ferry : Fred Bessans ;
- 2021 : Sans répit de Régis Blondeau ;
- 2022 : FBI: International de Dick Wolf, par Avy Youabian : inspecteur Legrand ;
- 2022 : Tandem (série télévisée, 2016) réalisé par Octave Raspail : David Pratt ;
- 2023 : Ourika réalisé par Marcela Said : Alain ;
- 2023 : Her deadly night in Paris réalisé par Lane Shefter Bishop : Remy Verdier ;
- 2023 : Section de recherches 2 épisodes réalisés par Abel Ferry : David ;

### Réalisation
- Lô, co-réalisé avec Nicolas Lévy-Beff, Mallia Films. Sélectionné en 2003 aux Festival International de Genève, Festival les Modimages, festival Architecture et cinéma, Cine(F)estival La Réunion. Diffusé sur Canal Maritima, Activa TV 30, Mouviz.
- Dann Lo Lao, en Créole sous-titré, Sélection en 2007 Festival Ekwatorial Réunion, Festival Cinésesel Seychelles.
- Seconde division, Nikon 2016 avec notamment Diane Dassigny.
- Le Vent et l'Exil (clips pour le spectacle Kabark'a).
- Cinefestival (making off du Festival de Cinéma de courts-métrages de St Benoit de La Réunion).

## Doublage
Sources : RS Doublage et Doublage Séries Database

### Cinéma

#### Films
- Stephen Graham dans (8 films) :
  - Film Stars Don't Die in Liverpool (2017) : Joe Jnr
  - The Irishman (2019) : Anthony « Tony Pro » Provenzano
  - USS Greyhound : La Bataille de l'Atlantique (2020) : le lieutenant commandant Charlie Cole
  - Venom: Let There Be Carnage (2021) : l'inspecteur Patrick Mulligan / Toxin
  - The Chef (2021) : Andy Jones / le chef
  - Matilda (2022) : M. Verdebois
  - Face à la mer : l'histoire de Trudy Ederle (2024) : Bill Burgess
  - Venom: The Last Dance (2024) : l'inspecteur Patrick Mulligan / Toxin

- Ike Barinholtz dans :
  - Sisters (2015) : James
  - The Disaster Artist (2017) : lui-même (caméo)
  - Late Night (2019) : Daniel Tennant

- Dan Fogler dans :
  - Les Animaux Fantastiques (2016) : Jacob Kowalski
  - Les Animaux fantastiques : Les Crimes de Grindelwald (2018) : Jacob Kowalski
  - Les Animaux fantastiques : Les Secrets de Dumbledore (2022) : Jacob Kowalski

- Ed Skrein dans :
  - Rebel Moon - Partie 1 : Enfant du feu (2023) : l'amiral Atticus Noble
  - Rebel Moon - Partie 2 : L'Entailleuse (2024) : l'amiral Atticus Noble
  - Jurassic World : Renaissance (2025) : Bobby Atwater

- Dan Gill dans :
  - Paranormal Activity 5 : Ghost Dimension (2015) : Mike Fleege
  - Wander Darkly (2020) : Dane

- Wes Chatham dans :
  - Je ne vois que toi (2016[5]) : Daniel
  - Évasion 2 : Le Labyrinthe d'Hadès (2018) : Jaspar Kimbral

- Walton Goggins dans :
  - Three Christs (2017[6]) : Léon
  - Le Labyrinthe : Le Remède mortel (2018) : Lawrence

- Ryan Phillippe dans : 
  - I Wish : Faites un vœu (2017) : Jonathan Shannon
  - American Murderer (2022) : l'agent spécial Lance Leising

- Riccardo Scamarcio dans :
  - Silvio et les Autres (2018) : Sergio Morra
  - L'Homme sans pitié (2019) : Santo Russo

- Joel Edgerton dans : 
  - Boy Erased (2018) : Victor Sykes
  - The Stranger (2022) : Mark

- Aksel Hennie dans :
  - Congo Murder - l'honneur d'un mercenaire (2018) : Joshua French
  - Sisu : de l'or et du sang (2022) : Bruno

- Manuel Garcia-Rulfo dans :
  - Six Underground (2019) : Javier / « Trois » / le mercenaire
  - Sweet Girl (2021) : Amos Santos

- Myk Watford (en) dans : 
  - Les Baronnes (2019) : « Little Jackie »
  - Respect (2021) : Rick Hall

- Davey Johnson dans :
  - The Art of Self-Defense (2019) : le propriétaire du magasin d'armes à feu
  - Moonshot (2022) : Earl

- Patrick Garrow dans :
  - The Silencing (2020) : Jim Needles
  - The Man from Toronto (2022) : Brennan

- Joris Jarsky dans :
  - Une affaire de détails (2021) : le lieutenant Rogers
  - Pays de Dieu (2022) : Nathan

- Édgar Ramírez dans :
  - The 355 (2022) : Luis Rojas
  - Borderlands (2024) : Atlas

- Antony Starr dans :
  - The Covenant : Mission en Afghanistan (2023) : Eddie Parker
  - G20 (2025) : Edward Rutledge

- José María Yazpik (en) dans :
  - Madame Web (2024) : Santiago
  - Apocalypse Z : Le début de la fin (2024) : Pritchenko

- 2012 : The Dark Knight Rises : le capitaine sur le pont (Robert Wisdom)
- 2012 : Magic Mike : Tobias (Gabriel Iglesias)
- 2012 : Disconnect : Ross Lynd (John Sharian)
- 2013 : White House Down : Mulcahy (Romano Orzari)
- 2013 : Parker : Bobby Hardwicke (Kirk Baltz) et Carny (Mark Drath)
- 2013 : Gatsby le Magnifique : Mr. McKee (Eden Falk) et le jardinier de Gatsby (Bryan Probets)
- 2014 : Albert à l'Ouest : Charly Blanche (Jackamoe Buzzell)
- 2014 : La Promesse d'une vie : Greeves (Michael Dorman)
- 2014 : Noé : le chef braconnier (Barry Sloane)
- 2015 : Enfant 44 : le photographe (Karel Dobrey) et le Dr Boris Zarubin (Finbar Lynch)
- 2015 : Témoin à louer : Fitzgibbons / Plunkett (Colin Kane)
- 2015 : Le Labyrinthe : La Terre brûlée : une aide (Alex Knight)
- 2015 : The Boy : le shérif Deacon Whit (Bill Sage)
- 2015 : Night Run : Terrell (Jr. Barrington Walters)
- 2015 : Docteur Frankenstein : Roderick Turpin (Andrew Scott)
- 2015 : Steve Jobs : Steve Jobs (Michael Fassbender)
- 2016 : Jason Bourne : Baumen (Stephen Kunken)
- 2016 : Miss Peregrine et les Enfants particuliers : Franklin Portman (Chris O'Dowd)
- 2016 : Rogue One : A Star Wars Story : un commandant impérial (J.David Hinze)
- 2016 : Lowriders : Miguel Alvarez (Demián Bichir)
- 2016 : Maximum Ride : Jeb (Peter O'Brien)
- 2017 : Fast and Furious 8 : un mécanicien (Darren Sheehan)
- 2017 : Le Roi Arthur : La Légende d'Excalibur : Mike (James Warren)
- 2017 : Transformers : The Last Knight : le Roi Arthur (Liam Garrigan)
- 2017 : The Foreigner : Denis Fisher (John Cronin)
- 2017 : Le Grand Jeu : Dean Keith (Jeremy Strong)
- 2017 : The Disaster Artist : Henry (Tommy Wiseau) (scène post-générique)
- 2017 : Rivales : David Connover (Geoff Stults)
- 2018 : Skyscraper : le voyou de Botha (Jason William Day)
- 2018 : BlacKkKlansman : J'ai infiltré le Ku Klux Klan : Jerry (Paul Diomede)
- 2018 : Peppermint : Ortega (Michael Reventar)
- 2018 : First Man : Le Premier Homme sur la Lune : Buzz Aldrin (Corey Stoll)
- 2018 : Un 22 juillet : Svein Holden (Hasse Lindmo)
- 2018 : Dogman : Mirko ( ? )
- 2018 : Mowgli : La Légende de la jungle : Vihaan (Eddie Marsan)
- 2018 : The Old Man and the Gun : Offerman (Barlow Jacobs)
- 2018 : Yardie : Raggz (Mark Rhino Smith)
- 2019 : Douleur et Gloire : Alberto Crespo (Asier Etxeandia)
- 2019 : Dumbo : Neils Skellig (Joseph Gatt)
- 2019 : Séduis-moi si tu peux ! : le leader de l’extrême droite (Anton Koval)
- 2019 : Hellboy : Merlin (Brian Gleeson)
- 2019 : X-Men: Dark Phoenix : Dr John Grey (Scott Shepherd)
- 2019 : Yesterday : Nick (Harry Michell)
- 2019 : Downton Abbey : le major Chetwode (Stephen Campbell Moore)
- 2019 : Scandale : Gil Norman (Rob Delaney)
- 2020 : Bloodshot : le caporal Harlan « So Long » Shifflet (Sam Heughan)
- 2020 : The Night Clerk : Nick Perretti (Johnathon Schaech)
- 2020 : Cut Throat City : O'Malley (Sam Daly)
- 2020 : Emma. : Frank Churchhill (Callum Turner)
- 2020 : Tenet : Yves (Aaron Taylor-Johnson)
- 2020 : Mon oncle Frank : Walid « Wally » Nadeem (Peter Macdissi)
- 2020 : Skylines : Owens (Daniel Bernhardt)
- 2021 : The Dig : ? (?)
- 2021 : Blue Miracle : Hector (Raymond Cruz)
- 2021 : Désigné coupable : Bill Seidel (Corey Johnson)
- 2021 : SAS: Red Notice : le premier ministre Atwood (Ray Panthaki)
- 2021 : Rendez-vous à Mexico : Ramiro (Andrés Almeida)
- 2021 : Un homme en colère : Tom (Chris Reilly)
- 2021 : Nobody : Charlie Williams (Billy MacLellan) et le docteur (Alan Wong)
- 2021 : Dune : Première partie : le lieutenant Atréides (Jimmy Walker) et un soldat Harkonnen (Richard Carter)
- 2021 : CODA : Brady (Kevin Chapman)
- 2021 : Halloween Kills : l'officier Graham (Brian F. Durkin)
- 2021 : Matrix Resurrections : Sheperd (Max Riemelt)
- 2021 : The King's Man : Première Mission : l'espion britannique (Cassidy Little)
- 2021 : Apex : Ecka (Trevor Gretzky)
- 2021 : Freaks Out : Guercio (Olivier Bony)
- 2021 : Last Night in Soho : les préposés au vestiaire (James et Oliver Phelps), le 2ème homme qui accoste dans le bar (Tom Hartwell) et l'inspecteur (Michael Jibson (en))
- 2021 : Best Sellers : Jack Sinclair (Scott Speedman)
- 2021 : Don't Breathe 2 : Raylan (Brendan Sexton III)
- 2022 : Uncharted : un touriste sur la plage (Nolan North) (caméo), l'officier de police (Diarmaid Murtagh) et le garde aux enchères (Robert Maaser)
- 2022 : Perdus dans l'Arctique : Jörgensen (Gísli Örn Garðarsson)
- 2022 : F*ck l'amour, toujours ! : Jack (Edwin Jonker)
- 2022 : Adam à travers le temps : Louis Reed (Mark Ruffalo)
- 2022 : Ambulance : le capitaine Monroe (Garret Dillahunt)
- 2022 : Downton Abbey 2 : Une nouvelle ère : Guy Dexter (Dominic West)
- 2022 : Gasoline Alley : Jimmy Jayne (Devon Sawa)
- 2022 : The Northman : Finnr (Eldar Skar)
- 2022 : Tic et Tac, les rangers du risque : Sonic le moche (Tim Robinson) (voix)
- 2022 : Beast : Kees (Martin Munro)
- 2022 : Black Adam : un mercenaire d'Intergang qui provoque Amon (Boone Platt)
- 2022 : Enzo le Croco : Hector P. Valenti (Javier Bardem)
- 2022 : Violent Night : « Pain d'épice » (André Eriksen (en))
- 2022 : Avatar : La Voie de l'eau : le capitaine Mick Scoresby (Brendan Cowell)
- 2022 : First Love : Mark [Qui ?]
- 2022 : Le Livre de Catherine : Sir John Henry Murgaw / Shaggy Beard (Paul Kaye)
- 2022 : Moonfall : Johansen (Jonathan Maxwell Silver)
- 2022 : Le Journal de Noël : Dion (William DeMeritt)
- 2022 : Section 8 : Ajax Abernathy (Justin Furstenfeld)
- 2022 : Les Nuits de Mashhad : Rostami (Sina Parvaneh)
- 2022 : Yaksha, un démon en mission (en) : Jae-kyu (Song Jae-rim)
- 2023 : Missing : Disparition inquiétante : James (Tim Griffin)
- 2023 : Fast and Furious 10 : l'agent Aimes (Alan Ritchson)
- 2023 : Les Chevaliers du Zodiaque : Cassios (Nick Stahl)
- 2023 : En eaux (très) troubles : Montes (Sergio Peris-Mencheta)
- 2023 : Hypnotic : Nicks (J. D. Pardo)
- 2023 : À la gorge : Daim (Gürgen Öz)
- 2023 : The Tutor (en) : le père de Jackson (Nick Craig) et un officier de police (Matthew Rimmer)
- 2023 : Paysage à la main invisible (en) : ? (?)
- 2023 : King's Land : Preisler (Olaf Højgaard (af))
- 2024 : Role Play (en) : Raj (Rudi Dharmalingam (en))
- 2024 : Cabrini : Theodore Calloway (Jeremy Bobb)
- 2024 : Monkey Man : Baba Shakti (Makarand Deshpande)
- 2024 : Si je tombe (en) : le capitaine Manoli (Tony Demetriou)
- 2024 : One Fast Move (en) : Bobby Tresco (Jackson Hurst)
- 2024 : Marie : Marcellus (Guðmundur Ingi Þorvaldsson (is))
- 2024 : 5 septembre : Roone Arledge (Peter Sarsgaard)
- 2024 : Presence : Carl (Lucas Papaelias)
- 2025 : Blanche-Neige : Quigg (George Appleby)
- 2025 : Les Empoisonneurs : Monsieur Rostock (Ole Eisfield)

#### Films d'animation
- 2016 : Ballerina : Mérante (création de voix)
- 2017 : Les Schtroumpfs et le Village perdu : Gargamel[n 1]
- 2017 : Baby Boss : Ted Templeton, le père[n 2]
- 2017 : Ferdinand : Angus, un taureau[n 3]
- 2018 : Les Indestructibles 2 : Winston Deavor[n 4]
- 2019 : Klaus : un homme de la famille Krum
- 2020 : SamSam : Marchientifique (création de voix)
- 2021 : Pil : le berger (création de voix)
- 2021 : Baby Boss 2 : Une affaire de famille : Ted Templeton
- 2021 : Retour au bercail : P'tit Bout d'Chou[n 5]
- 2023 : Spider-Man : Across the Spider-Verse : Swinging Spider-Man
- 2023 : Leo : Dr Wenger, le père de Jayda[n 6]
- 2023 : Spy × Family Code: White : ?

### Télévision

#### Téléfilms
- Paul Essiembre dans :
  - Noël à pile ou face (2016) : Bryan
  - Les Biscuits préférés du Père Noël (2018) : Jeff Mulligan
  - Associée avec mon Ex (2018) : Wally
  - Une romance de Noël en sucre d'orge (2019) : Royce Rutherford
  - Milliardaire ou presque (2021) : Paul
  - Recherche fiancé pour Noël (2021) : Joe Smith

- Giles Panton (en) dans :
  - Étudiante : option escort (2015) : James Smith
  - Chronique des rendez-vous désastreux (2016) : Brad

- Matt Bellefleur dans :
  - Mensonges Maternels (2015) : Dax
  - Ma fille kidnappée ! (2017) : Wade

- 2012 : Adolescents criminels : Pancho (Luis Fernandez-Gil)
- 2013 : Le Chant du destin : le conducteur d'autobus de la ville (Angelo Renai)
- 2014 : Un amour de petit singe : Alan Gallagher (Randall Batinkoff)
- 2014 : Le Mensonge de ma vie : Jackson (Chad Rook)
- 2015 :  The Secret Life of Marilyn Monroe : Allan « Whitey » Snyder (Matthew Bennett)
- 2015 : Les Leçons dangereuses : Michael (William Haze)
- 2015 : L'Ange de Noël : Derek (Tahmoh Penikett)
- 2015 : The Dovekeepers : Claudius (Kenneth Spiteri)
- 2016 : Dark Pledge : l'inspecteur Ed Bienen (Michael J. Burg)
- 2016 : Un sapin sur le toit : John Keaton (Stephen Huszar)
- 2016 : The Muse : Dillon (Val Lauren)
- 2016 : Assassinées de mère en fille : Pace (Brendan McCarthy)
- 2016 : Dans les griffes de Charles Manson : Gary Hinman (Christopher Redman)
- 2016 : Indécente proposition : Max (Jason Tobias)
- 2017 : L'Ombre de mes souvenirs : Mark Barrow (Thomas Beaudoin)
- 2017 : Une mère diabolique : Cole Flannery (Richard Roy Sutton)
- 2017 : Une ombre sur le berceau : James (Brady Smith)
- 2019 : Une lycéenne diabolique : l'inspecteur Matteo (Ash Catherwood)
- 2021 : Le Frère disparu : Michael (Benedict Mazurek)
- 2021 : Milliardaire ou presque : le guide de chiens de traîneau (Sean Hoy)
- 2021 : L'Homme qui m'a sauvé la vie : Richard (Alex Trumble)
- 2022 : Petite ville, grands mensonges : Dr Wilson (Stephen Spender)
- 2023 : Sous le toit d'une psychopathe : Marco (Adrian Quiñonez)
- 2025 : Les Empoisonneurs : Dr Rostock (Ole Eisfeld (de))

#### Séries télévisées
- Stephen Graham dans (6 séries) :
  - Taboo (2017) : Atticus (7 épisodes)
  - A Christmas Carol (2019) : Jacob Marley (mini-série)
  - Time (en) (2021) : Eric McNally (3 épisodes)
  - The North Water (en) (2021) : le capitaine Brownlee (mini-série)
  - A Thousand Blows (2025) : Henry « Sugar » Goodson
  - Adolescence (2025) : Eddie Miller (mini-série)

- Chad Rook dans (4 séries) :
  - Flash (2014-2018) : Clyde Mardon (3 épisodes)
  - iZombie (2015) : Dylan Munson (saison 1, épisode 7)
  - Motive (2015) : Jason Irvin (saison 3, épisode 10)
  - Projet Blue Book (2019) : Shelton (saison 1, épisode 3)

- Michael Dorman dans (4 séries) :
  - American Patriot (2015-2018) : John Tavner (18 épisodes)
  - For All Mankind (2019-2021) : Gordo Stevens (20 épisodes)
  - Joe Pickett (en) (2021-2023) : Joe Pickett (20 épisodes)
  - Territory (en) (2024) : Graham Lawson

- Giles Panton (en) dans :
  - Reign : Le Destin d'une reine (2016) : Lord Cunningham (saison 3, épisodes 8 et 11)
  - Le Maître du Haut Château (2018-2019) : Billy Turner (9 épisodes)
  - Supernatural (2019) : Harrison Tate (saison 14, épisode 19)

- Samuel Anderson dans :
  - Loaded (2017) : Leon (8 épisodes)
  - Another Life (2019-2021) : William (20 épisodes)
  - La Mort à nu (en) (2023) : Mackenzie (3 épisodes)

- Mark Consuelos dans :
  - Riverdale (2017-2022) : Hiram Lodge (73 épisodes)[n 7]
  - Katy Keene (2020) : Hiram Lodge (épisode 13)
  - How I Met Your Father (2023) : Juan Morales (saison 2, épisodes 5 et 14)

- Nick Gomez dans :
  - FBI (2024) : Hector Ramirez (saison 6, épisode 5)
  - Fire Country (2022 / 2025) : Mojave Sutton (saison 1, épisode 3 et saison 3, épisode 16)
  - Tracker (2025) : Kropper (saison 2, épisode 10)

- Shalim Ortiz (en) dans :
  - Magic City (2013) : Antonio Rivas (5 épisodes)
  - Grand Hotel (2019) : Mateo (13 épisodes)

- Aaron Serotsky dans :
  - Sleepy Hollow (2015) : Grant Hollister (saison 2, épisode 13)
  - Madam Secretary (2015) : Branden Hart (saison 2, épisode 5)

- Jefferson White (en) dans :
  - Murder (2015-2016) : Phillip Jessup (7 épisodes)
  - Blue Bloods (2016) : l'officier Eric Carlson (saison 7, épisode 6)

- Brian Stepanek dans :
  - Pure Genius (2016) : Lenny Kramer (saison 1, épisode 6)
  - Young Sheldon (2017-2024) : Hubert Givens (22 épisodes)

- Ross Partridge dans :
  - Billions (2017) : Tom McKinnon (3 épisodes)
  - Room 104 (2017) : Bradley (saison 1, épisode 1)

- Jeremy Bobb dans :
  - Godless (2017) : A.T. Grigg (mini-série)
  - Poupée russe (2019-2022) : Mike Kershaw (6 épisodes)

- Tobias Jelinek dans :
  - Arrow (2017-2018) : Boots (4 épisodes)
  - S.W.A.T. (2022) : Noah (saison 5, épisode 12)

- Max Beesley dans :
  - Jamestown : Les conquérantes (2017-2019) : Henry Sharrow (24 épisodes)
  - The Gentlemen (2024) : Henry Collins

- Tim Chipping dans :
  - Liar : La Nuit du mensonge (2017-2020) : l'inspecteur Nigel Wilson (3 épisodes)
  - Miss Scarlet, détective privée (en) (2022-2025) : l'inspecteur Phelps (23 épisodes)

- Patrick Baladi (en) dans :
  - Line of Duty (2017-2021) : Jimmy Lakewell (5 épisodes)
  - Breeders (2020-2023) : Darren (22 épisodes)

- Barry Sloane dans :
  - Meurtre au Polonium - L'Affaire Litvinenko (2022) : le lieutenant Jim Dawson (mini-série)
  - Sandman (2025) : Destruction (saison 2)

- Allegiance : Steven Gallagher (Randall Batinkoff)
- American Crime : Bruno (Joseph T. Campos)
- Angie Tribeca : Fisher Price (Jeff Dunham)
- A Touch of Cloth : Twitch (Ben Bishop), Pete (James Doherty III) et Aiden Hawkchurch (Elliot Levey)
- Bloodline : Jack (William Haze) et un réceptionniste (Vincenzo Hinckley)
- Crisis : Schearing (Aubrey Deeker)
- Dig : Garde du corps (Marco Dapper)
- Getting On : Dennis Beardman (Kurtis Bedford)
- Gossip Girl : le père Smythe (Max Von Essen)
- Grimm : Jed Baim (Matthew Bellows), Allan Eiger (Josh Edward) et Sam Leoni (George Mount)
- Les Experts : Cyber : Donald O'Hare (Carlos E. Campos)
- Les Experts : Miami : Todd Manning (Johnathan McClain) et Colin Astor (Josh Stewart)
- Madam Secretary : un garde (Kabir Chopra), un marine (Andrew Guilarte) et un policier (John Keabler)
- Master of None : un acteur (Tobin Mitnick) et Dwayne (Malachi Nimmons Jr.)
- NCIS : Enquêtes spéciales : l'officier d'Interpol Kohl (Yorgos Karamihos) et l'agent Duke Turner (Kovar McClure)
- Perception : l'inspecteur Girard (Leal Carlos)
- Ransom : Rand Govender (Greg Bryk)
- Reckless : La Loi de Charleston : Bentley Grieve (Mike Stoudt) et Connor Hart (John Tyner)
- Rectify : Anderson (Alan Heckner)
- Reign : Le Destin d'une reine : Summoner (Romano Orzari)
- Rex, chien flic : Pasquale Freda (Sergio Albelli) et Loris Simmi (Steve Sylvester)
- Rush Hour : Carlos (Maurice Compte)
- Sleepy Hollow : Hagen (Lars Gerhard)
- Stalker : Thaddeus Barnes (Troy Blendell)
- State of Affairs : Barista (Michael Adam Hamilton)
- Switched : Brad Ziff (McKinley Freeman)
- The Middle : Chris (Mathew Botuchis)
- The Slap : Ajay (Omar Metwally)
- Unforgettable : Mark (Geoffrey Wigdor)
- 2011-2012 : Weeds : Colm Mulcahey (Brendan Ford) (3 épisodes), Brent Burks (David Norona) (saison 8, épisode 6) et Zachary (Ben Tolpin) (3 épisodes)
- 2011-2013 : Enlightened : Tyler (Mike White) (15 épisodes)
- 2012-2013 : Magic City : Barry « Cuda » Lansman (Ricky Waugh) (11 épisodes)
- 2013-2015 : Getting On : Dennis Beardman (Kurtis Bedford) (7 épisodes)
- 2013-2015 : Arrow : Dominic Alonzo (Ray Galletti) (saison 1, épisode 21), Aglin (Derek Hamilton) (saison 2, épisode 1 et épisode spécial), un tireur (Tommy Campbell) (saison 3, épisode 8), un scientifique (Yee Jee Tso) (saison 3, épisode 9) et le criminel sorti (Dexter Bell) (saison 3, épisode 10)
- 2014 : Devil's Playground : Matthew Darcy (Jason Klarwein) (mini-série)
- 2014-2015 : Bankerot : Kenny (Olaf Hojgaard) (9 épisodes)
- 2014-2016 : Marvel : Les Agents du SHIELD : Carl Creel (Brian Patrick Wade) (1re voix, saison 2), Kebo (Daz Crawford) (1re voix, saison 2), le colonel Victor Ramon (Yancey Arias) (saison 3, épisode 11) et Alpha Dog (Dale Pavinski) (saison 4, épisode 3)
- 2014-2016 : The Code : Ned Banks (Dan Spielman) (12 épisodes)
- 2015 : Zoo : l'agent Ben Shaffer (Geoff Stults) (saison 1)
- 2015 : Prey : Daniel Hope (James Burrows) (mini-série)
- 2015-2016 : Quantico : Duncan (David Alpay) (3 épisodes)
- 2015-2016 : Once Upon a Time : le roi Arthur (Liam Garrigan) (11 épisodes)
- 2015-2017 : Norskov, dans le secret des glaces : Martin Kerkegaard (Claus Riis Østergaard) (16 épisodes)
- 2016 : 22.11.63 : Jake Epping (James Franco) (mini-série)
- 2016 : The Young Pope : le cardinal Andrew Dussolier (Scott Shepherd) (mini-série)
- 2016-2022 : Animal Kingdom : Barry « Baz » Blackwell (Scott Speedman) (26 épisodes) et Max (Jamie McShane) (saison 5)
- 2017 : Designated Survivor : Abe Leonard (Rob Morrow) (saison 1)
- 2017 : Three Girls : Jim Winshaw (Paul Kaye) (mini-série)
- 2017 : Top of the Lake: China Girl : Liam (Kirin J. Callinan) (5 épisodes)
- 2017-2018 : Valor : Davis Goundry (Tim Griffin) (5 épisodes)
- 2017-2018 : Hap and Leonard : Sneed (Evan Gamble) (10 épisodes)
- 2018 : When Heroes Fly : Dotan « Himler » Friedman (Michael Aloni) (9 épisodes)
- 2018 : This Is Us : le maire Dawson (Nate Boyer) (saison 3, épisode 7)
- 2018 : Safe : Bobby (Milo Twomey) (mini-série)
- 2018 : Castle Rock : Alan Pangborn jeune (Jeffrey Pierce) (5 épisodes)
- 2018 : Taken : Harden Kilroy (Adam Goldberg) (16 épisodes)
- 2018-2019 : O Mecanismo : Marco Ruffo (Selton Mello) (14 épisodes)
- 2018-2019 : The Good Fight : le capitaine Ian Lawrence (Wendell B. Franklin) (4 épisodes)
- 2018-2019 : Trapped : Jamal Al Othman (Dar Salim) (4 épisodes)
- 2019 : Crash Landing on You : Ri Mu-hyeok (Ha Seok-jin) (5 épisodes)
- 2019 : Veronica Mars : Alonzo Lozano (Clifton Collins Jr.) (8 épisodes)
- 2019 : Harry Bosch : Dalton Walsh (Chris Vance) (4 épisodes)
- 2019 : The Fix : Matthew Collier (Adam Rayner) (10 épisodes)
- 2019 : Vida : Baco (Raúl Castillo) (4 épisodes)
- 2019 : Deep State : Nathan Miller (Walton Goggins) (8 épisodes)
- 2019-2020 : The Mandalorian : Mythrol (Horatio Sanz (en)) (saison 1, épisode 1 et saison 2, épisode 4)
- 2019-2020 : Alta Mar : Fernando Fábregas (Eloy Azorín) (22 épisodes)
- 2019-2020 : La Jetée : Vicent (Paco Manzanedo (es)) (16 épisodes)
- 2019-2020 : Charmed : Godric (Nathan Witte) (5 épisodes)
- 2020 : Queen Sono : Elton / Vitali (Steven John Ward)
- 2020 : Away : Ram Arya (Ray Panthaki)
- 2020 : The Walking Dead: World Beyond : Isaac (Reece Rios) (saison 1, épisode 5)
- 2020 : Les 100 : Doucette (Jonathan Scarfe) (4 épisodes)
- 2020 : Vikings : Erik (Eric Johnson) (14 épisodes)
- 2020 : 9-1-1: Lone Star : Ray (Juan Javier Cardenas) (saison 1, épisode 4)
- 2020 : L'Autre Côté : le colonel Enrique Jiménez (Manu Fullola) (13 épisodes)
- 2020-2021 : Larry et son nombril : Marcos (Marques Ray) (7 épisodes)
- 2020-2021 : Fear the Walking Dead : Hill (Craig Nigh) (9 épisodes)
- 2020-2021 : Feel Good : Jared (Al Roberts) (4 épisodes)
- 2021 : Falcon et le Soldat de l'Hiver : le major (Jon Briddell) (mini-série, épisode 1)
- 2021 : Mare of Easttown : le diacre Mark Burton (James McArdle) (mini-série)
- 2021 : Good Girls : Dave (Jonathan Silverman) (13 épisodes)
- 2021 : Souviens-toi... l'été dernier : Bruce Grant (Bill Heck) (8 épisodes)
- 2021 : Solos : Tym (voix) / Otto (Dan Stevens) (saison 1, épisodes 3 et 7)
- 2021 : Allegra : Tomás Diz (Fabio Aste) (10 épisodes)
- 2021 : L'Improbable Assassin d'Olof Palme : Leif Wallin (Torkel Petersson) (mini-série)
- 2021 : Foundation : Muller Holk (Rory Nolan) (saison 1)
- 2021 : Dr Harrow : Neil (Jasper Bagg) (saison 3, épisode 1)
- 2021 : Kamikaze : le chauffeur de taxi (Antonio Baez Jimenez) (saison 1, épisode 6)
- 2021 : Tell Me Your Secrets : le vendeur (Dango Nu Yen) (saison 1, épisode 5)
- 2021 : Dom : Ribeiro (Fábio Lago (pt)) (saison 1)
- 2021-2022 : Mythic Quest : Phil (Derek Waters) (6 épisodes)
- 2021-2022 : See : Lord Harlan (Tom Mison) (12 épisodes)
- depuis 2021 : Physical : Jerry Goldman (Geoffrey Arend)
- depuis 2021 : Superman et Loïs : Kyle Cushing (Erik Valdez) (30 épisodes - en cours)
- 2022 : Inventing Anna : ? (?) (mini-série)
- 2022 : High School Musical : La Comédie musicale, la série : Dewey Wood (Jason Earles) (saison 3)
- 2022 : Le Seigneur des anneaux : Les Anneaux de pouvoir : ? (?)
- 2022 : Tokyo Vice : Toda (Hidekatsu Kamata) et Nakahara (Renji Ishibashi)
- 2022 : The Watcher : Darren Dunn (Matthew Del Negro) (mini-série)
- 2022 : Le Syndrome d'Helsinki (fi) : Lauri Ristiniemi (Jakob Öhrman) (mini-série)
- 2022 : Périphériques, les mondes de Flynne : Reggie (Callum Blue) (épisode 6)
- 2022 : Machos alfa : Raúl (Raúl Tejón)
- 2022 : Slow Horses : Min Harper (Dustin Demri-Burns) (10 épisodes)
- 2022 : L'Impératrice : Gustav, prince de Vasa (Martin Butzke)
- 2022 : Belascoarán, détective privé : Frederico Paniagua (Enrique Arreola) (mini-série)
- 2022 : Dirty Lines (nl) : Tsjibbe Veenstra (Casper Nusselder)
- 2022 : The Sound of Magic : ? (?)
- 2022 : Baby Fever : Jannick (Thomas Levin)
- 2022 : La Disparition de John Darwin : Paul Sampson (Andrew Lancel (en)) (mini-série)
- 2022 : The Devil's Hour (en) : Lawrence Shepherd (Stephen Ashfield (en)) (saison 1, épisode 6)
- 2022 : Tulsa King : Bohdi (Martin Starr)
- 2022 : This Fool : le ministre Payne (Michael Imperioli) (saison 1)
- 2022 : So Help Me Todd (en) : le maire Eric Adani (Shawn Ahmed) (saison 1, épisode 2)
- 2022-2023 : La Brea : Taamet (Martin Sensmeier) (saison 2)
- 2022-2023 : The Lazarus Project : Ross (Brian Gleeson) (4 épisodes)
- 2022-2023 : Welcome to Chippendales : Nick De Noia (Murray Bartlett) (mini-série)
- 2023 : Django : Django (Matthias Schoenaerts)
- 2023 : Le Pouvoir : ? (?) (saison 1, épisodes 8 et 9)
- 2023 : Fubar : Boro (Gabriel Luna)
- 2023 : The Crowded Room : Marlin Reid (Will Chase) (mini-série)
- 2023 : NCIS: Hawaiʻi : le frère Ellis Kane (Wes Chatham) (saison 2, épisode 12)
- 2023 : Lidia fait sa loi : Massimino Chiaia (Denis Fasolo (it))
- 2023 : Les Patients du docteur García (es) : Pirulo (Roberto Álamo)
- 2023 : Toute la lumière que nous ne pouvons voir : Daniel LeBlanc (Mark Ruffalo) (mini-série)
- 2023 : Sans laisser de traces (es) : Joaquín (Jorge Suquet)
- 2023 : Chargés à bloc : Ivan Koslov (Costa Ronin) (5 épisodes)
- 2023 : Le Renard : Prince des voleurs : Darius Cracksworth (Tim Minchin)
- 2023 : Gabriel et ses petits démons (es) : Joaquín Echegaray (José María Torre (es))
- 2024 : Kübra : Turgut (Murat Garipağaoğlu (tr))
- 2024 : A Killer Paradox (en) : Jang Nan-gam (Son Suk-ku (en))
- 2024 : Fallout : ? (?)
- 2024 : Dans cette vie ou une autre (es) : Manzano [Qui ?] (mini-série)
- 2024 : Le Sympathisant : l'acteur [Qui ?] (mini-série)
- 2024 : Nautilus : Punch (Darren Gilshenan (en))
- 2024 : Rivals : Freddie Jones (Danny Dyer)
- 2024 : Dune: Prophecy : le duc Ferdinand Richèse (Brendan Cowell (en))
- 2024 : Le Casse du ciel (sv) : ? (?) (mini-série)
- 2024 : Invisible (es) : Mateo (Carlos Santos) (mini-série)
- 2024 : Cent Ans de solitude : le narrateur (Jesús Reyes) (voix)
- 2024 : Wonderboys (it) : Chihuahua (Francesco Di Leva)
- 2024 : The Agency : le directeur de la CIA (Dominic West)
- 2025 : Reacher : ? (?) (saison 3)
- 2025 : Faute de preuves : Diego (Patricio Aramburu) (mini-série)
- 2025 : Imbattables : Logan Maddox (Ryan Phillippe)
- 2025 : Les Dossiers oubliés : Paul Evans (Alec Newman)
- 2025 : Olympo : Jacobo Fuentes (Juan López-Tagle)
- 2025 : Les Lettres du passé (sv) : Mert Tezvar (Onur Tuna (tr)) (mini-série)

#### Séries d'animation
- 2004 : Les Gnoufs : Lapignouf, capitaine Jtejur et Anignouf (création de voix)
- 2005 : Ōban, Star-Racers : Flynt
- 2017 : Raiponce, la série : Andrew / Hubert
- 2020 : Tut Tut Cory Bolides : Papa Carson
- 2020 : Mages et Sorciers : Les Contes d'Arcadia : Lancelot
- 2020 : Dorohedoro : Suyero
- 2020-2021 : Transformers : La Trilogie de la guerre pour Cybertron : Mirage / Soundwave
- 2021 : Love, Death and Robots : l'inspecteur Briggs (saison 2, épisode 3)
- 2021 : Fairfax (en) : voix additionnelles
- 2021-2022 : Jurassic World : La Colo du Crétacé : Daniel Kon (saisons 4 et 5)
- 2023 : Demon Slayer: Kimetsu no Yaiba : Yoriichi Tsugikuni
- 2023 : SamSam : Marchientifique, PapaJulie et Lerouge (création de voix)
- 2023-2024 : Undead Unluck : Creed
- 2024 : X-Men ’97 : Forge
- 2024 : Invincible : Filip Schaff (saison 2, épisode 7)
- 2024 : The Grimm Variations : Joseph et Sean
- 2024 : Jurassic World : La Théorie du Chaos : Daniel Kon (saison 1, épisodes 5 et 7)

### Jeux vidéo
- 1997 : L'île du Docteur Moreau : ?
- 2018 : Lego Les Indestructibles : Winston Deavor
- 2020 : Heathen : ?

## Publications et mises en scènes
- Le Maître d'Armes, Mis en scène par Laurent Maurel.
- Les Apeurés Mis en scène par Marc Ernotte & Laurent Maurel, Editions Presses Electroniques de France.
- Sex Traffic Circus, d'après le 7ème kafana Mis en scène par Laurent Maurel.
- Allah n'est pas obligé (adapté du roman d’Ahmadou Kourouma) Mis en scène par Laurent Maurel.
- Somin la Mer (de Didier Ibao, traduction du créole en français) Éditions K'A, Mis en scène par Laurent Maurel.
- 36 rue Poliveau (pièce courte, prix du concours "rue Poliveau").
- Ti Boulout' (en créole & en français)  éditions K'A, mis en scène par Laurent Maurel.
- Horrifices, 3 plaisanteries Mis en scène par Marjorie Heinrich.
- Fantaisies bucoliques, Bwa Maron Editions de l'avant-scène, collection quatre vents, Mis en scène par Stéphanie Tesson.
- Bertille, ze one poupette show pour le one woman show de Céline Larrigaldie.
- Cabines d'essayages et essais en cabine Mis en scène par Frédérique Lazarini
- Paillassons éditions Alna (épuisé) et Editions Presses Electroniques de France, Mis en scène par Laurent Maurel & Natacha Diet.
- Saigne-Terre, éditions du Laquet, mis en scène par David Arribe.
- Dange éditions l'Harmattan.
- Pyed'Bwa CNR / ENSATT, lectures TOMA.
- Bretel  (comédie musicale).
- Histoires de Martin (roman).
- Couloirs et Paillassons (bande dessinée).
- Résonnances : Ahmadou Kourouma un auteur contemporain déjà classique (article in Le Billet des Auteurs de Théâtre).

## Distinctions
- 2009 : Prix d'interprétation du Souffleur pour Sa Majesté des Mouches de N. Grujic ;
- 2014 : Nomination Meilleur Jeune Espoir au Festival Jean Carmet pour La Dernière Caravane de F. Mansour ;
- 2016 : Nomination Meilleur Acteur au Festival de Films de Marbella pour Corrida de E. Cayron ;
- 2021 : Best Actor Award à Cannes au SRFA Awards pour De Brume et de sang (Mist and Blood) de R. Collin.
- 2021 : Best Actor Award au Festival International SMR13 pour De Brume et de sang (Mist and Blood) de R. Collin.
- 2021 : Nomination Best Actor à Rome au Prisma FIlm Awards pour De Brume et de sang (Mist and Blood) de R. Collin.
- 2021 : Nomination Best Actor à New York au Oniros FIlm Awards pour De Brume et de sang (Mist and Blood) de R. Collin.
- 2023 : Best Actor Award en Turquie au Golden Wheat Awards, Prix spécial du Jury, pour Netsef de E. Cayron.
- Premier prix d'écriture théâtrale de la ville de Guérande ;
- Centre national du Livre : encouragement ;
- Centre national du Livre : Découverte ;
- Ministère de la Culture : encouragement ;
- Théâtre du XXIè siècle : 2e prix ;
- Prix du concours Rue Poliveau ;
- Soutiens Fondation Beaumarchais ;
- Résidences Fondation Royaumont.